# 왈라루
왈라루(wallaroo, Macropus robustus)는 캥거루과에 속하는 캥거루속 유대류의 일종이다. 주로 야행성 동물이며, 홀로 생활하고 가장 흔하게 발견되는 캥거루목 동물이다. 큰 소리로 쉿 소리를 내며, 일부 아종은 대부분의 왈라루처럼 성적이형성을 보인다.

## 아종
4종의 아종이 알려져 있다.
- 동부왈라루 (M. r. robustus)[4] - 오스트레일리아 동부에서 발견. 수컷은 검은왈라루(Macropus bernardus)를 거의 닮아서 검은 털을 갖고 있으며, 암컷은 거의 엷은 갈색의 연한 색을 띤다.[3]
- 유로 (M. r. erubescens)[5] - 분포 지역에서 가장 많이 차지하는 아종으로 다양한 색을 띠지만, 거의 갈색이다.[3]
- M. r. isabellinus - 오스트레일리아 웨스턴오스트레일리아 주 배로우 섬에 제한적으로 분포하며, 비교적 작다. 불균일하고 불그스름한 갈색을 띤다.[3]
- M. r. woodwardi - 킴벌리와 노던 준주를 관통하는 일종의 띠 모양의 지역에서 발견. 가장 희미한 색을 띠는 아종으로 흐릿한 갈색-회색을 띤다.[3]